# SN 1957B
SN 1957B – supernowa typu Ia odkryta 8 maja 1957 roku w galaktyce NGC 4374. Jej maksymalna jasność wynosiła 12,20m.